# Швайгофен
Швайгофен (нім. Schweighofen) — громада в Німеччині, розташована в землі Рейнланд-Пфальц. Входить до складу району Південний Вайнштрассе. Складова частина об'єднання громад Бад-Бергцаберн.
Площа — 11,23 км2. Населення становить 588 ос. (станом на 31 грудня 2020).